# Sibusiso Matsenjwa
Sibusiso Bruno Matsenjwa, né le 2 mai 1988 à Siteki, est un athlète du Swaziland, spécialiste du sprint.
Il participe au 200 m lors des Jeux olympiques de 2012 et de 2016, en battant à chaque fois le record national. Il est le porte-drapeau olympique lors de la cérémonie d'ouverture de ceux de 2016.
Lors des Jeux olympiques d'été de 2020, il est de nouveau aligné sur 200 mètres. Disqualifié en raison d'un faux départ, il est finalement réintégré et autorisé à prendre part à la dernière série dans laquelle il réalise le deuxième meilleur temps en 20 s 34 derrière Noah Lyles (7e temps des qualifiés). En demi-finale, il termine 5e en 20 s 22, améliorant ainsi de nouveau son record national (11e meilleur temps des participants).